# Samper de Calanda
Sant Per de Calanda (aragonès) o Samper de Calanda (castellà) és una vila i municipi de l'Aragó. Pertany a la província de Terol i a la comarca del Baix Martín. Té una població de 925 habitants (any 2010).
Samper de Calanda forma part, juntament amb altres 8 pobles, de la Ruta del tambor y del bombo.

## Geografia i història
El municipi es troba a 5 km a l'est d'Híjar, en direcció cap a Escatrón. S'estén vora la llera del riu Martín, en el seu curs baix.
A banda dels serveis, la major part de l'ocupació de la vila es troba en l'agricultura, indústria i construcció.
En aquesta població s'hi va establir una comanda de l'orde de Sant Joan de Jerusalem enquadrada a la Castellania d'Amposta.
El botànic Francisco Loscos Bernal va néixer a Samper de Calanda el 1823. La família de la cantant Carmen París és també originària del poble.

## Cultura i patrimoni
Dins el nucli urbà destaca per la seva grandària l'església del Salvador (s. XVIII).
Als afores del poble es troben l'ermita del Calvario i l'ermita de Santa Quiteria.
Juntament amb altres vuit pobles del Baix Aragó, Samper de Calanda forma part de la Ruta del tambor y del bombo, instruments protagonistes de la Setmana Santa. A banda d'aquesta, les festes del poble són pels patrons, santa Quitèria (22 de maig) i sant Domènec de Guzman (5 d'agost).